# Abitanti
Abitanti – wieś w Słowenii, w gminie miejskiej Koper. 1 stycznia 2018 miejscowość liczyła 22 mieszkańców.